# Yueyang (historisk stad)
Yueyang (樾阳; Yuèyáng) eller Liyang (栎阳; Lìyáng) var en historisk huvudstad för den kinesiska feodalstaten Qin från ca 383 f.Kr till 350 f.Kr. under epoken De stridande staterna. Yueyang låg nordöstra delen av dagens Yanliangdistrikt av Xi'an i Shaanxi.

## Historia
År 383 f.Kr. flyttade riket Qin sin huvudstad från Yong till Yueyang. Yueyang agerade huvudstad fram till år 350 f.Kr. då hovet flyttade väster ut till Xianyang. Det var i Yueyang som statsmannen Shang Yang genomförde en rad reformer vilket var grunden till införandet av legalismen. Det var efter rekommendationer från Shang Yang som huvudstaden flyttades vidare till Xianyang, sannolikt för att inte huvudstaden skulle bli så utsatt för attacker från Qins östra fiender.
Yueyang var även huvudstad för riket Sai under ledning av generalen Sima Xin under perioden Arton Kungadömen efter Qindynastins fall 206 f.Kr. och en bit in i inledningen av Handynastin.

## Upptäckt och utgrävningar
Yueyang upptäcktes vid kortare utgrävningar 1964. Kring den arkeologiska lokalen har sedan tre olika stadskärnor med individuella stadsmurar hittats. Den första större utgrävningarna gjordes 1980 till 1981 då delar av en stadsmur och rester av ett flertal byggnader och vägar hittades. 2013 återupptogs utgrävningarna och fynd från ytterligare två olika stadskärnor identifierades.
Dateringen av den äldsta stadskärnan sammanfaller med tiden för Hertig Xian (r. 384–362 f.Kr.) och Hertig Xiao (r. 361–338 f.Kr.) vilket identifierar staden som rikets Qins huvudstad Yueyang. Även keramik med texten Yueyang har hittats som stärker identifieringen.
Den andra staden är troligen från tiden för Qindynastin och början på Handynastin kring 200 f.Kr. Den yngsta staden härrör från tiden efter 118 f.Kr. och innan Wang Mangs interregnum (9–23).